# Venturia inclyta
Venturia inclyta là một loài tò vò trong họ Ichneumonidae.